# Antonio Mance
Antonio Mance (sinh 7 tháng 8 năm 1995) là một tiền đạo bóng đá Croatia thi đấu cho AS Trenčín.
Mance là sản phẩm của hệ thống đào tạo trẻ của Pomorac Kostrena. Sau đó, anh gia nhập Istra 1961. Anh ra mắt Prva HNL ngày 13 tháng 4 năm 2014 trước Hrvatski Dragovoljac.
Anh cũng thi đấu cho U-19 Croatia và U-20 Croatia.